# Кроссетт (Арканзас)
Кроссетт (англ. Crossett, Arkansas) — город, расположенный в округе Ашли (штат Арканзас, США) с населением в 5518 человек по статистическим данным переписи 2000 года.

## География
По данным Бюро переписи населения США город Кроссетт имеет общую площадь в 15,54 квадратных километров, из которых 15,02 кв. километров занимает земля и 0,52 кв. километров — вода. Площадь водных ресурсов округа составляет 3,35 % от всей его площади.
Город Кроссетт расположен на высоте 50 метров над уровнем моря.

## Демография
По данным переписи населения 2008 года в Кроссетте проживало 5518 человек, 1745 семей, насчитывалось 2418 домашних хозяйств и 2663 жилых дома. Средняя плотность населения составляла около 393 человек на один квадратный километр. Расовый состав Кроссетта по данным переписи распределился следующим образом: 59,50 % белых, 39,02 % — чёрных или афроамериканцев, 0,07 % — коренных американцев, 0,46 % — азиатов, 0,02 % — выходцев с тихоокеанских островов, 0,64 % — представителей смешанных рас, 0,30 % — других народностей. Испаноговорящие составили 1,10 % от всех жителей города.
Из 2418 домашних хозяйств в 31,9 % — воспитывали детей в возрасте до 18 лет, 52,4 % представляли собой совместно проживающие супружеские пары, в 16,3 % семей женщины проживали без мужей, 27,8 % не имели семей. 25,6 % от общего числа семей на момент переписи жили самостоятельно, при этом 12,8 % составили одинокие пожилые люди в возрасте 65 лет и старше. Средний размер домашнего хозяйства составил 2,48 человек, а средний размер семьи — 2,96 человек.
Население города по возрастному диапазону по данным переписи 2000 года распределилось следующим образом: 26,5 % — жители младше 18 лет, 7,8 % — между 18 и 24 годами, 25,4 % — от 25 до 44 лет, 24,1 % — от 45 до 64 лет и 16,2 % — в возрасте 65 лет и старше. Средний возраст жителей составил 38 лет. На каждые 100 женщин в Кроссетте приходилось 87,4 мужчин, при этом на каждые сто женщин 18 лет и старше приходилось 82,9 мужчин также старше 18 лет.
Средний доход на одно домашнее хозяйство в городе составил 35 442 доллара США, а средний доход на одну семью — 43 864 доллара. При этом мужчины имели средний доход в 41 667 долларов США в год против 22 206 долларов среднегодового дохода у женщин. Доход на душу населения в городе составил 18 288 долларов в год. 13,7 % от всего числа семей в округе и 16,8 % от всей численности населения находилось на момент переписи населения за чертой бедности, при этом 29,1 % из них были моложе 18 лет и 12,0 % — в возрасте 65 лет и старше.

## Известные уроженцы и жители
- Грета Бостон — американская актриса
- Ослин К. Т. — исполнитель песен в стиле кантри